# Parade of the Wooden Soldiers
Parade of the Wooden Soldiers è un brano musicale di Leon Jessel.
Composto nel 1911 con il nome tedesco originale di Parade der Zinnsoldaten, fu ripubblicato negli anni venti con un testo scritto in inglese da Ballard McDonald con cui divenne popolare negli Stati Uniti e che divenne oggetto di numerose cover; è noto anche come The Parade of the Tin Soldiers (in italiano Parata dei soldatini di legno oppure di piombo oppure ancora di stagno) o anche semplicemente Parata di soldatini.
Musicalmente, il motivo combina elementi di marcia militare e foxtrot.

## Storia
Parade of the Wooden Soldiers fu composta come pezzo strumentale e pubblicata sotto il titolo di Parade der Zinnsoldaten, tradotto in ambienti francofoni come La Parade des soldats de plomb, forse già nel 1905 (o comunque nel 1911) da Heinrichshofen di Magdeburgo. Un produttore russo scoprì il brano e lo introdusse negli spettacoli della compagnia di rivista La Chauve-Souris, che attraverso Parigi e Londra giunse infine a Broadway, dove per opera di Comstock e Gest debuttò in uno show al 49th Street Theatre e raggiunse infine il successo al Century Theatre: fu la grande attrazione dello spettacolo, annunciata con un accento molto marcato dal maestro di cerimonie Nikita Baliev come «Phooden Soldjurs». Il brano fu dotato di un testo inglese da Ballard McDonald e pubblicato come canzone da Edward B. Marks Music di New York. Sfruttato nello show Radio City Christmas Spectacular alla Radio City Music Hall, finì poi associato alle festività natalizie, principalmente nella versione strumentale.

## Incisioni e cover

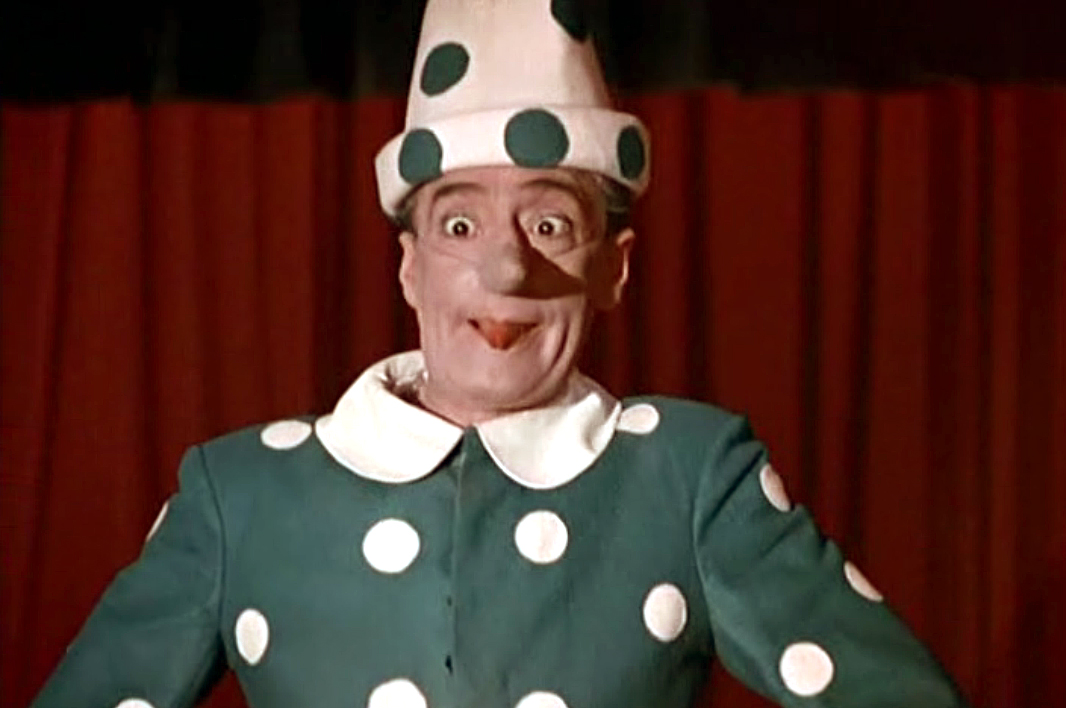
Totò come Pinocchio in Totò a colori (1952)

Successo ebbero soprattutto, negli Stati Uniti, le incisioni di Paul Whiteman per la Victor del 1923 (fu numero uno nella classifica di aprile) e del 1928, oltre a quelle di Vincent Lopez e di Carl Fenton con le rispettive band. Tra i musicisti che coverizzarono il brano troviamo i California Ramblers per Cameo e il duo pianistico George Stanley & Bob Alden per Imperial Piano Roll. Parade of the Wooden Soldiers è stata sfruttata nei cartoni animati in un film omonimo della serie di Betty Boop (1933) e al cinema in Rebecca of Sunnybrook Farm diretto da Allan Dwan con Shirley Temple. Quest'ultimo film ha dato vita a ulteriori cover, come quelle delle band di Horace Heidt, Larry Clinton, Jan Savitt, Kay Kyser.
Nel 1952 il brano è apparso anche nelle scene finali in un film italiano, Totò a colori, dove accompagna il protagonista in una danza nei panni di Pinocchio. Il tema è popolare come marcia bandistica e l'hanno inciso in seguito anche l'International Novelty Orchestra, le Andrews Sisters. Nel 2016 il discografo Tom Lord ne ha elencato tredici versioni jazz, tra cui quelle di Red Nichols (con arrangiamento di Heinie Beau), Pee Wee Erwin, David Qualey, Harry Connick jr.